# Dadeville, Missouri
Dadeville är en ort i Dade County i Missouri. Vid 2020 års folkräkning hade Dadeville 226 invånare.